# Low (альбом Дэвида Боуи)
Low — одиннадцатый студийный альбом британского музыканта Дэвида Боуи, выпущенный 14 января 1977 года на лейбле RCA Records. Выходу пластинки предшествовал переезд музыканта из Лос-Анджелеса во Францию в 1976 году (вместе со своим другом Игги Попом) с целью избавиться от усугубляющейся наркозависимости. Выступив соавтором и продюсером дебютного сольного альбома Попа The Idiot, Боуи вместе с американским продюсером Тони Висконти и английским музыкантом Брайаном Ино приступили к записи первой из трёх совместных работ, которые стали известны как «Берлинская трилогия». Сессии начались в за́мке Château d’Hérouville Эрувиль в сентябре 1976 года и закончились в октябре в студии Hansa Tonstudio (Западный Берлин), куда из Франции переехали музыканты.
Базирующийся на авангардном- и арт-роке, альбом демонстрирует первые эксперименты Боуи с эмбиентом, а также краут-роком и электронной музыкой — стилями, вдохновлёнными такими немецкими исполнителями, как Tangerine Dream, Neu!, Harmonia и Kraftwerk. Первая сторона пластинки по большей части состоит из традиционных по хронометражу песен в стиле авангард, как правило с мрачным содержанием, отражающим душевное состояние Боуи в тот период, вторая же представляет собой длинные инструментальные композиции, передающие наблюдения автора за музыкальной сценой Берлина. Одной из характерных особенностей альбома является звучание ударных, созданное Тони Висконти при помощи гармонайзера Eventide H910 — устройства для изменения высоты тона. Обложка, изображающая кадр из фильма «Человек, который упал на Землю» (1976), была задумана как визуальный каламбур (название альбома и фото «в профиль»), отсылающий к фразе «low profile».
Звукозаписывающая компания артиста, RCA Records, отказывалась выпускать Low в течение трёх месяцев, так как опасалась коммерческого провала. После всё же состоявшегося релиза пластинка получила смешанные отзывы в СМИ, разделив критиков во мнениях. Несмотря на практически полное отсутствие рекламы от лейбла, а также от самого Боуи (который вместо продвижения своего альбома отправился в турне с Попом), запись заняла 2-е место в чарте Великобритании и добралась до 11-й строчки хит-парада Соединённых Штатов. В поддержку альбома было выпущено два сингла: «Sound and Vision», занявший 3-е место в UK Singles Chart, и «Be My Wife». На фоне этого успеха руководство RCA поспешило выпустить The Idiot (март 1977 года). В середине того же года Боуи поучаствовал в записи второй пластинки Попа, Lust for Life, после чего приступил ко второй части трилогии, «Heroes», альбома, который продолжил развитие идей Low и содержал аналогичную структуру деления на стороны.
По прошествии времени Low был признан одной из самых значимых работ Боуи. Альбом был отмечен в нескольких списках величайших записей всех времён, подобных рейтингам журналов NME и Rolling Stone, где занял 14-е и 206-е места соответственно. Low оказал большое влияние на жанр постпанка и нашёл отражение в творчестве многих коллективов этого направления: Joy Division, Magazine, Gang of Four и Wire, а его характерное звучание ударных широко имитировалось в музыкальной среде. Кроме того, лонгплей считается одним из ключевых релизов для становления построка, став культовым среди музыкантов этого направления в 1990-х. Low несколько раз переиздавался — в 2017 году вышла его обновлённая версия, которая стала частью бокс-сета A New Career in a New Town (1977–1982).

## Предыстория
«Я был в серьёзном упадке, эмоциональном и социальном. Думаю, я был на пути к тому, чтобы стать ещё одной жертвой рока. На самом деле, я совершенно уверен, что не пережил бы 1970-е, если бы продолжал делать то, что делал. Но мне посчастливилось осознать где-то глубоко внутри, что я убиваю себя, и мне нужно было сделать что-то радикальное, чтобы выбраться из этого [положения]».
Летом 1974 года Дэвид Боуи пристрастился к кокаину. В течение следующих двух лет его зависимость систематически усугублялась, что сказалось как на физическом, так и на психическом состоянии музыканта. Находясь под воздействием наркотиков он записал альбомы Young Americans (1975) и Station to Station (1976), а также снялся в фильме «Человек, который упал на Землю» (1976). Впоследствии Боуи обвинил наркокультуру Лос-Анджелеса, куда он переехал весной 1975 года, в своих проблемах: «это город, из-за которого со мной начали происходить все эти вещи. Это чёртово место должно быть стёрто с лица Земли. Быть рок-музыкантом и жить в Лос-Анджелесе — это уже похоже на готовый газетный заголовок в разделе происшествий». Потребление наркотиков музыкантом возросло настолько, что десятилетия спустя он почти ничего не помнил о периоде записи Station to Station, отмечая: «Я знаю, что [со мной] происходило в Лос-Анджелесе по [очеркам биографов]».
В декабре 1975 года, после завершения альбома Station to Station, Боуи начал работу над саундтреком к фильму «Человек, который упал на Землю» с Полом Бакмастером, аранжировщиком хит-сингла «Space Oddity» (1969). Изначально предполагалось, что Боуи будет единственным композитором фильма, однако, когда он закончил «пять или шесть произведений», его уведомили, что, если он захочет, то может представить свой материал режиссёру наряду с работами других претендентов. «Я просто взорвался», вспоминал артист — «чёрт, вам не достанется ничего. Я был в ярости, ведь вложил в музыку столько сил». Сопродюсер Station to Station Гарри Мэслин утверждал, что Боуи просто «перегорел» и не смог завершить работу. В итоге музыкант довёл себя до обморока, признаваясь, что «просто разваливался на части». Впоследствии одна из инструментальных композиций была перезаписана для Low, получив название «Subterraneans» (Боуи утверждал, что для трека использовалась только перевёрнутая задом-наперёд басовая партия из саундтрека).
Когда Боуи все же продемонстрировал материал Николасу Роугу, режиссёр решил, что он не подходит, так как хотел более фолковое звучание. Тем не менее, позднее Джон Филлипс (композитор, выбранный Роугом) охарактеризовал сочинённую Боуи музыку как «запоминающуюся и красивую». Через полгода после того, как предложение Боуи было отклонено, он отправил Роугу копию Low с запиской: «Это то, каким я видел саундтрек. Результат мог бы получиться замечательным».
Прекратив работу над саундтреком, Боуи решил вернуться в Европу, чтобы дистанцироваться от наркокультуры Лос-Анджелеса. В январе 1976 года он начал репетиции концертного тура Isolar Tour в поддержку альбома Station to Station, который стартовал 2 февраля. Хотя турне было высоко оценено критиками, новое сценическое амплуа музыканта вызвало противоречивую реакцию СМИ. Вжившись в образ Измождённого Белого Герцога, Боуи раздавал скандальные заявления об Адольфе Гитлере (назвав его одной из первых «рок-звёзд») и нацистской Германии («Я твёрдо верю в фашизм»), некоторые представители прессы интерпретировали их как выражение симпатии к фашизму или его пропаганду. Позже музыкант объяснил своё сумасбродное поведение пристрастием к наркотикам и нестабильным психическим состоянием, заявив: «Это было опасное время, я был на физическом и эмоциональном пределе и всерьёз опасался, что сойду с ума».
За кулисами лондонского шоу (май 1976 года) Боуи встретился с бывшим клавишником Roxy Music Брайаном Ино. Хотя они периодически пересекались с 1973 года, на тот момент они ещё не поддерживали дружеские отношения. Покинув Roxy Music в 1975 году, Ино выпустил два сольных альбома в стиле эмбиент — Another Green World и Discreet Music, последний из них Боуи регулярно слушал во время американской части турне. Позднее биографы Марк Шпиц и Хьюго Уилкен сошлись во мнении, что Another Green World, в частности, оказал большое влияние на звучание, которое музыкант стремился создать для Low. Писатель Кристофер Сэндфорд также приводит в пример одну из ранних пластинок Ино Taking Tiger Mountain (By Strategy) (1974) как оставившую отпечаток на творчестве артиста. И Боуи, и Ино, независимо друг от друга, увлекались немецкой музыкальной сценой, в том числе группами Tangerine Dream, Neu!, Kraftwerk и Harmonia. К тому моменту Ино успел поработать с последними в студии и на сцене. В свою очередь, Боуи продемонстрировал влияние краут-рока на Station to Station, особенно в его заглавной песне. После встречи музыканты договорились поддерживать связь.

## Подготовка
По завершении гастролей, 18 мая 1976 года, Боуи и его жена Анджела переехали в Швейцарию, однако в дальнейшем редко проводили там время. Тем же летом Дэвид забронировал студию Château d’Hérouville в Эрувиле, где планировал подготовить и спродюсировать дебютную пластинку своего друга Игги Попа, бывшего вокалиста The Stooges. Хотя они поддерживали дружеские отношения много лет, в последний раз музыканты сотрудничали в 1973 году, когда Боуи был приглашён для сведения альбома Raw Power (1973). После распада The Stooges Поп пристрастился к наркотикам. К 1976 году он тоже был готов завязать и с готовностью принял приглашение Боуи сопровождать его в турне Isolar, а затем перебраться с ним в Европу. По окончании гастролей друзья несколько дней провели в Париже, проездом посетив Эрувиль, где Боуи несколькими годами ранее записал альбом Pin Ups (1973). После этого Боуи вернулся в Швейцарию, в течение нескольких недель разрабатывая там идеи для своей следующей пластинки.
В июне 1976 года друзья обосновались в Château d’Hérouville. Работа над альбомом, получившим название The Idiot, продолжалась несколько месяцев. Боуи сочинил бо́льшую часть музыки, а Поп написал бо́льшую часть текстов, как правило, под впечатлением от прослушанного материала. Во время записи пластинки Боуи выработал определённый алгоритм: сначала записывалась минусовка, потом делались наложения, а тексты песен и вокальные дорожки сочинялись и добавлялись в последнюю очередь. Музыканту очень понравился этот «трёхэтапный» процесс, в дальнейшем он будет использовать его до конца карьеры. The Idiot называют неофициальным началом берлинского периода Боуи, так как содержание альбома схоже по звучанию с музыкой, которую Боуи исследовал в «Берлинской трилогии».
После того как материал альбома был готов, Боуи и Поп отправились в студию Hansa Tonstudio (Западный Берлин), чтобы свести запись. Поскольку Боуи изначально планировал пригласить своего бывшего продюсера Тони Висконти поработать над своей следующей пластинкой, он также попросил его помочь с микшированием, чтобы тот получил представление о его текущих методах работы. Дэвид был очарован Берлином, найдя в нём отличное место для уединения и реабилитации. Влюблённые в город, они с Попом решили переехать туда, чтобы попытаться избавиться от пристрастия к наркотикам и избежать лишнего внимания.
Писатель Франк Келлетер выразил мнение, что выбор Западного Берлина, возможно, был связан с большим интересом Боуи к культуре Веймарской республики: во время записи Station to Station он познакомился с Кристофером Ишервудом (автором «Берлинских историй»), начал коллекционировать предметы искусства и памятные вещи того периода, включая нацистские, увлёкся творчеством Курта Вайля и Бертольта Брехта (записав свою интерпретацию пьесы последнего «Ваал»). В то же время на выборе сказалось увлечение музыкантом «инопланетной культурой»: современной немецкой электроникой и экспериментальной поп-музыкой.
Хотя на тот момент Боуи был полностью готов поселиться в Берлине, у него оставался ещё один месяц заранее забронированного студийного времени в Эрувиле, поэтому запись альбома началась там. Несмотря на то, что The Idiot был завершён к августу 1976 года, для Боуи было важно, чтобы его собственная пластинка была выпущена раньше. Владелец Château d’Hérouville Лоран Тибо (принявший участие в записи The Idiot в качестве басиста), позднее высказал мнение, что «Дэвид не хотел, чтобы люди думали, что его запись была вдохновлена альбомом Игги, хотя они [альбомы], по сути, были одним и тем же».

## Запись

### Музыкальный персонал
Студийные сессии стартовали 1 сентября 1976 года. Хотя Low (имевший рабочее название New Music: Night and Day) считается первым альбомом «Берлинской трилогии», бо́льшая его часть была записана в Château d’Hérouville во Франции. Боуи привлёк многих музыкантов, с которыми работал над Station to Station, в том числе гитариста Карлоса Аломара, а также ритм-секцию — басиста Джорджа Мюррея и барабанщика Денниса Дэвиса. Наряду с Брайаном Ино, новыми участниками стали Рой Янг, бывший клавишник Rebel Rousers, и Рики Гардинер, бывший гитарист Beggar’s Opera. Тогдашняя жена Висконти Мэри Хопкин, известная как Мэри Висконти, записала бэк-вокал для песни «Sound and Vision».
Боуи и Висконти выступили сопродюсерами альбома при непосредственном участии в процессе Брайана Ино. Висконти, который отсутствовал во время записи Station to Station из-за несовпадающих рабочих графиков, был привлечён в проект после микширования альбома The Idiot. В 2000 году Боуи подчеркнул важность роли Висконти в качестве сопродюсера, заявив, что «фактический звук и текстура, общий [музыкальный] фон, от ударных до того, как записан мой голос», были созданы Висконти. Ино не был сопродюсером, несмотря на то, что многие считали его таковым. Висконти сказал: «Брайан — великий музыкант, и он принимал активное участие в создании этих трёх альбомов [Low, «Heroes» и Lodger]. Но он не был продюсером».
Как и в случае с The Idiot, сессии Low начались с того, что Боуи и ритм-секция пробежались по минусовкам, начиная работу вечером и продолжая запись до самого утра, что, по мнению биографа Томаса Джерома Сибрука, идеально соответствовало настроению музыки. Боуи назначил Аломара (который уже выполнял эту функцию во время записи Station to Station) ответственным за аранжировки гитары, баса и ударных, предварительно проинструктировав его, как они должны звучать. Многие из идей Боуи были придуманы им в Швейцарии; некоторые из них, включая «What in the World», появились в период работы над The Idiot.
По словам биографа Пола Трынки, Брайан Ино присоединился к работе, когда минусовки первой стороны «по существу» были уже завершены. Незадолго до своего приезда продюсер работал в студии с немецкой группой Harmonia, звучание которой оказало большое влияние на содержание Low. По его прибытии Ино и Боуи собрали музыкантов и проинформировали их о следующем этапе работы над пластинкой. По словам Янга, они включили музыкантам саундтрек к фильму «Человек, который упал на Землю» и сказали, что планируют сделать что-то подобное. Биограф отмечает, что некоторым из них не понравилась эта идея, поскольку они не обладали опытом записи подобных вещей. Дэвид считал, что руководство RCA отнесётся к проекту в схожем, скептическом ключе, заранее предупреждая персонал: «Мы не знаем, будет ли этот [альбом] когда-либо выпущен, но я должен его сделать». Висконти выразил свою поддержку Боуи, обратившись к нему и Ино со словами: «Даже впустую потраченный с вами месяц не может восприниматься как неудача». Через две недели после начала сессий он скомпоновал аудиокассету и воспроизвёл её Боуи, который был приятно удивлён и воодушевлён результатом.

### Звучание ударных
Low славится необычным звучанием ударных, которое было описано Дэвидом Бакли как «брутальное» и «механистическое». Висконти добился этого, обрабатывая звук ударной установки с помощью гармонайзера Eventide H910. Этот музыкальный аппарат был первым серийным устройством для изменения высоты звука, способным делать это без изменения скорости. Когда Боуи спросил, в чём заключается функция инструмента, продюсер ответил: «Надругаться над тканью времени». Висконти подключил гармонайзер к малому барабану Денниса Дэвиса и отслеживал результат через наушники. В разговоре с Бакли продюсер признался: «Я чуть головой не тронулся, когда обнаружил, что теперь могу вытворять с ударными». Висконти закольцевал сигнал с обработанным звуком обратно в устройство, создав «бесконечный эффект понижения высоты звука, повторяющийся снова и снова».
Бакли описывает звук ударных, выраженный особенно ярко в песнях «Speed of Life», «Breaking Glass» и «Sound and Vision», как «революционный» и «ошеломляющий». По словам Дэвиса, звучание барабанов получилось «величиной с дом». Обозреватель журнала Phonograph Record Бад Скоппа сравнивал этот звук с «петардами, взрывающимся внутри жестяной банки». По словам Трынки, «дух и энергия» Дэвиса буквально тащат за собой первую сторону пластинки «всё дальше и дальше». После релиза лонгплея Крис Нидс из журнала ZigZag назвал звучание ударных одним из лучших, которое он когда-либо слышал; позднее публицист Rolling Stone Роб Шеффилд описал его как «один из самых имитируемых барабанных звуков в истории».

### Студийная атмосфера
По словам Сибрука, не имея каких-либо дедлайнов или запланированной структуры, настроение во время сессий было «приподнятым и расслабленным». Студия находилась посреди французской сельской местности. Музыканты очень сдружились и регулярно экспериментировали. Трынка назвал Ино ответственным за мотивацию Боуи. Даже Аломар, настроенный наиболее скептически к «авангардной чуши» Брайана, в итоге начал с энтузиазмом относиться к новым музыкальным идеям.
Сибрук отмечает, что музыканты проводили много времени вместе: они ели общей компанией, а в свободное время смотрели британский телесериал «Башни Фолти» и развлекали друг друга различными байками. Гардинер вспоминал: «У нас было несколько задушевных бесед о музыке, астрологии и мире». Игги Поп находился в замке на всём протяжении сессии, поучаствовав в записи бэк-вокала к песне «What in the World». По словам Гардинера, музыкант был «в хорошей форме, здоров и позитивен». Как и Дэвис, он поддерживал позитивную атмосферу, импровизируя перед микрофоном трагикомические байки из жизни The Stooges — так, что все «по полу катались со смеху».
Тем не менее, сессии прошли не без проблем. Бо́льшая часть персонала за́мка находилась в отпуске, остались лишь неопытный звукорежиссёр и повар, который подавал однообразные блюда. В итоге Боуи и Висконти получили пищевое отравление. «Мы обнаружили, что студия совершенно бесполезна. Людям, которым она сейчас принадлежит, она, похоже, неинтересна. Мы все подхватили дизентерию», — сетовал продюсер спустя несколько месяцев после окончания работы.
На протяжении всех сессий Боуи пребывал в нестабильном душевном состоянии, сказывалась недавняя кокаиновая зависимость. «Во время записи Low я практически не употреблял наркотиков», — вспоминал артист, — «Это был первый случай за очень долгое время, когда я взялся за альбом без каких-либо стимулирующих веществ, которые могли бы мне помочь [в работе]. Я был слегка напуган, потому что думал, что, быть может, моё творчество базируется на наркотиках — что они усиливают мою способность создавать музыку. Но [несмотря на это] альбом получился неплохим». Помимо этого, у музыканта периодически возникали конфликты с женой. Также имелись юридические проблемы с его бывшим менеджером Майклом Липпманом, в сентябре 1976 года он на время уехал из замка, чтобы наконец-то окончательно разобраться с этим вопросом. Несмотря на все эти жизненные перипетии, Висконти вспоминал, что он, Боуи и Ино работали «на пике своих [творческих] возможностей».
К концу сентября Боуи и Висконти устали от неудовлетворительных условий студии. Боуи был психически истощён; Висконти разочарован отсутствием технического персонала. После записи бессловесного вокала для композиции «Warszawa» Висконти, Поп, Боуи и его помощница Коринна «Коко» Шваб переехали из Франции в Западный Берлин. Сессии продолжились в Hansa Studios. Биографы музыканта Николас Пегг и Томас Джером Сибрук уточняли, что это была первая студия на Курфюрстендамм (так называемая Studios 1), а не вторая (известная как Hansa by the Wall) на Кётенерштрассе, где проходило уже микширование альбома и запись «Heroes». В Hansa были полностью закончены оставшиеся композиции, «Weeping Wall» и «Art Decade», а также записаны вокальные наложения для остального материала, сделанного в Château. Работа над пластинкой продолжалась до начала октября, сведение было завершено чуть позже в том же месяце.

## Песни
Альбом Low включает первые эксперименты Боуи в области электронной музыки и эмбиента. В ретроспективных статьях журналисты также классифицировали его жанровую принадлежность как экспериментальный- (Consequence of Sound) и арт-рок (Ultimate Classic Rock). В композициях Low акцент сделан на тоне и атмосфере, а не на гитарной музыке (то же самое прослеживается и в его преемнике). Музыкальные публицисты отмечали влияние на пластинку таких групп, как Tangerine Dream, Kraftwerk и Neu!, причём Сибрук особо выделял последних, как наиболее отразившихся на новом направлении Боуи; проводя аналогии между Low, «Heroes» и альбомом Neu! ’75, который содержит аналогичную структуру разделения песен на две стороны, а также песню «Hero». В свою очередь Рон Харт из The Observer ссылался на альбом Radio-Aktivität (1975) группы Kraftwerk, чей баланс между «экспериментализмом и подражанием» послужил образцом для концепции Low.
Писатель Франк Келлетер отмечает тему безумства, которой был пропитан весь альбом, в «стиле пока ещё немыслимого созерцания пространства, а точнее отчуждения болезненного до предела жизненных сил». Хотя эта тема давно присутствовала в творчестве музыканта, в Low речь шла о психическом заболевании как «о прозаической реальности, о восприятии собственной бесчувственности». Практически все песни на первой стороне альбома посвящены помещениям с четырьмя стенами, в которых, как подчёркивает писатель, «комната однозначно превращается в камеру». Закрытое пространство служит для Боуи местом уединения после побега, своеобразной тюрьмой с целью отрезвления и реабилитации. По мнению Келлетера, центральными мотивами первой стороны являются изоляция и праздность.
Первая сторона пластинки состоит в основном из песен-набросков в авангардном стиле (которые, по словам Келлетера, словно появляются из ниоткуда, а затем вновь исчезают в никуда), вторая — из более длинных, по большей части инструментальных произведений. В 1977 году Боуи сказал, что первая сторона отражала его личный вкус и «преобладающие настроения» в тот период, вторая же представляла собой исследования местной музыки. Рецензент Дэвид Хэнкок охарактеризовал первую сторону как прямое продолжение альбомов Young Americans и Station to Station. В свою очередь Висконти так высказался о разделении песен на традиционную и инструментальную стороны: «Мы считали, что из шести или семи песен, в которых поёт Боуи, с припевами и куплетами, всё равно выйдет хороший альбом… однако, сделав вторую сторону инструментальной, мы получили идеальный баланс инь-ян».
Биограф Крис О’Лири пишет, что инструментальные произведения объединены общей темой «путешествия по воображаемой Восточной Европе изолированного, параноидального персонажа из маниакальной [первой] стороны пластинки». Некоторые треки, в частности «Speed of Life» и «A New Career in a New Town», изначально должны были содержать тексты, но Боуи не смог придумать подходящее лирическое сопровождение и оставил их в качестве инструменталов. В создании второй стороны альбома поучаствовал Брайан Ино, который использовал для создания музыки свой портативный синтезатор EMS AKS. Висконти вспоминал: «У него не было клавиатуры, только джойстик, и Брайан придумал замечательные звуки, которые вы можете услышать на протяжении всего альбома. Они были созданы не на типичных инструментах». Келлетер отмечает, что вторая сторона изменила само восприятие поп-музыки: «один из самых виртуозных поп-певцов» исчезает за «атмосферными звуковыми текстурами». Инструментальные треки завершают затухание повествовательных и грамматических структур песен первой стороны. После разрушения принципа поп-песни остаётся «вокальное бессловесие».

### Первая сторона
Питер Доггетт описывает «Speed of Life» как идеальный вступительный трек в том смысле, что он погружает аудиторию в «тему, слишком глубокую, чтобы её можно было описать словами». Скорость мелодии нарастает, что, по мнению Пегга, создаёт «причудливое» вступление. «[Это как если бы] слушатель только что оказался в пределах слышимости чего-то, что уже началось» — подчёркивает биограф. «Breaking Glass» представляет собой песню-фрагмент, состоящую из шести строк текста, две из которых требуют от аудитории «слушать» и «видеть». Ино так высказался об этом треке: «Было ощущение, что мы возьмёмся за него все вместе … и превратим в более привычную [песенную] структуру», но потом Аломар наложил вето на эту идею и рекомендовал оставить всё как есть. Согласно воспоминаниям гитариста, наибольший вклад в создание песни внесли Боуи, Мюррей и Дэвис, которым, в итоге, было приписано её авторство. По словам О’Лири, композиция «What in the World» была сочинена в начале сессий и, возможно, должна была быть включена в The Idiot; бэк-вокал для неё был записан Попом. Эта песня — одно из немногих произведений Low, в котором арт-рок сочетается с более незамысловатой поп-музыкой. Согласно описаниям Пегга, её мелодия состоит из «стены синтезаторного писка на фоне шквала гитарного звука [и] искажённых перкуссионных эффектов». Текст песни повествует о маленькой девочке, застрявшей в своей комнате.
«Sound and Vision» содержит вокализ Мэри Хопкин, записанный ею ещё до того, как появились слова, название или мелодия песни. Вокал Боуи вступает через 1 минуту 45 секунд после начала трека; Ино настаивал на этом, чтобы «сбить с толку ожидания слушателей». Текст песни, которую Боуи охарактеризовал как «в высшей степени затворническое произведение», отражает его психическое состояние после длительного периода наркозависимости. Слова резко контрастируют с музыкой, которая более позитивна и оптимистична. По мнению Бакли, из всего альбома эта запись наиболее близка к «традиционной поп-песне». Лирическое содержание «Always Crashing in the Same Car» отсылает к инциденту, когда Боуи врезался своей машиной в автомобиль торговца наркотиками, который потихоньку обворовывал его в Лос-Анджелесе. В более широком контексте текст представляет собой метафору неоднократного совершения одной и той же ошибки и навязчивой потребности музыканта путешествовать и менять свой образ жизни. О’Лири охарактеризовал песню как «депрессию посреди „маниакальной“ стороны [альбома]». Сибрук считает её единственным произведением первой стороны, у которого есть определённые начало и конец.
Боуи описал текст песни «Be My Wife» как «подлинно страдальческий». Он отражает чувство одиночества музыканта, его неспособность осесть в одном месте и представляет собой призыв к людской коммуникации. Несколько биографов предположили, что текст намекает на неудачный брак автора. В музыкальном плане трек опирается на «грохочущее пианино, словно из салуна», на котором играет Янг. Уилкен пишет, что «Always Crashing in the Same Car» и «Be My Wife» единственные произведения на Low, имеющие традиционную песенную структуру. «A New Career in a New Town» представляет инструментальную композицию, которая выполняет задачу музыкального перехода. Песня начинается как электронная пьеса, а затем преобразуется в рок-мелодию, усиленную соло Боуи на гармонике (охарактеризованное Доггеттом и О’Лири как блюзовое). Название отражает предстоящий переезд Боуи в Берлин.

### Вторая сторона
Первая композиция второй стороны альбома (которую О’Лири называет «ночной»), «Warszawa», названа в честь столицы Польши, которую Боуи посетил в апреле 1976 года во время своего путешествия в Советский Союз. Музыкант счёл городской пейзаж Варшавы пустынным и захотел отразить это при помощи музыки. Бо́льшую часть трека сочинил Ино. Он услышал, как четырёхлетний сын Висконти непрерывно перебирает ноты Ля, Си, До на студийном фортепиано и создал основную тему на основе этой музыкальной фразы. Песня содержит бессловесный вокал Боуи, который Доггетт сравнил с «монашеским хоралом». По мнению Бакли, «Warszawa» — «самое поразительное» произведение альбома. В 1977 году Боуи сказал, что название песни «Art Decade» является каламбуром на словосочетание «art decayed». Трек посвящён Западному Берлину, «городу, отрезанному от прежнего мира, искусства и культуры, умирающему без надежды на возмездие». Мелодия произведения отражает сильное влияние эмбиентного творчества Брайана Ино, она создаёт визуальные образы и вызывает чувство меланхолии и красоты. О’Лири отмечал, что какое-то время Ино считался соавтором трека. Звукорежиссёр Hansa Эдуард Мейер записал для этой композиции партию виолончели.
В следующем произведении, озаглавленном «Weeping Wall», на всех инструментах сыграл Боуи. Трек был сочинён под влиянием композитора-минималиста Стива Райха. Основная музыкальная тема представляет собой адаптацию мелодии «Scarborough Fair». Боуи использовал синтезаторы, вибрафон, ксилофон и вокализ, чтобы создать у слушателя ощущение разочарования и изоляции. Согласно одной из версий, эта композиция была призвана передать чувство боли и скорби из-за сооружения Берлинской стены. Боуи так описал тему «Subterraneans»: «[она] о людях, которые оказались в Восточном Берлине после разделения города — отсюда и еле слышные джазовые звуки саксофона, напоминающие о прошлом». Первоначально записанный для так и незаконченного саундтрека к фильму «Человек, который упал на Землю», этот фрагмент содержит бессловесный вокал, схожий с «Warszawa». Доггетт назвал саксофонное соло Боуи «великолепным».
Франк Келлетер подчёркивал, что на второй стороне нет полностью инструментальных композиций. Красота последних пяти треков базируется на мастерстве вокала Боуи — реализованном в виде напеваемой негромко мелодии или скандирования, которые расставляют решающие акценты в этих чрезвычайно мелодичных и драматически выстроенных миниатюрах. Пение в «Warszawa» и «Subterraneans» похоже на заклинания, в первой на придуманном языке, порождающем нарастающий эмоциональный эффект от бессмысленных слов, во второй — с использованием текста, который содержит произвольную лирику, подобранную созвучно («care line driving me shirley shirley shirley own)». Писатель отмечает, что ни в том, ни в другом случае слова не несут какого-либо смысла, а их исполнение тем более, но результатом становится впечатление не «безмолвия и прерывности» (тема текстов первой стороны), а «экстраординарной неестественной откровенности». Боуи всегда имел тягу к пению на выдуманном языке, в раннем творчестве он использовал метод нарезки, ещё больше усиливая инструментальной характер лингвистической композиции, поэтому мелодическое образование слов казалось логичным шагом.

## Обложка и релиз
Дизайн обложки разработал Джордж Андервуд, школьный друг Боуи. Как и в предыдущем альбоме музыканта, Station to Station, на ней фигурирует отредактированный кадр из фильма «Человек, который упал на Землю». Боуи изображён в профиль в образе одетого в дафлкот главного героя ленты Томаса Джерома Ньютона. Его оранжевые волосы сливаются с основным фоном, что, по словам Уилкена, «подчёркивает солипсическое представление о месте, отражающем слияние человека, объекта и субъекта в единое целое». Уилкен отмечает, что, поскольку «Человек, который упал на Землю» к моменту выхода Low уже покинул кинотеатры, такой дизайн был выбран не для продвижения фильма, а для того, чтобы показать связь между ним и альбомом. По словам Бакли, обложка являлась визуальным каламбуром (название альбома и фото «в профиль»), означающим «low profile»; далеко не все оценили шутку, пока Боуи не рассказал о ней подробно в позднем интервью.
Предыдущие пластинки Боуи, Young Americans и Station to Station, имели огромный успех у публики и разошлись большими тиражами. Боссы звукозаписывающей компании музыканта, RCA Records, рассчитывали получить ещё один бестселлер, однако, услышав Low, они были шокированы. Представители лейбла отправили Боуи телеграмму, в которой просили его сделать запись, более похожей на Young Americans. Боуи пренебрежительно повесил её на стену и отказался вносить какие-либо изменения. После этого RCA отложил выпуск Low с первоначально запланированной даты — ноября 1976 года. По словам Сибрука, руководители лейбла сочли альбом «заведомо непривлекательным» для рождественского сезона.
В итоге RCA выпустил Low 14 января 1977 года — менее чем через неделю после 30-летия Боуи — под каталожным номером PL 12030. Альбом практически не рекламировался ни лейблом, ни самим музыкантом, который считал, что на тот момент это его «наименее коммерческая» запись. Вместо этого Боуи решил отправиться в турне с Игги Попом в качестве клавишника его аккомпанирующей группы. Несмотря на минимальную раскрутку, Low имел хорошие продажи — дебютировав в UK Albums Chart на 37-м месте, уже к следующей неделе он добрался до 2-й строчки хит-парада; не сумев обойти лишь Red River Valley кантри-певца Слима Уитмена. В общей сложности альбом продержался в британском чарте 30 недель. В США пластинка дебютировала на 82-й позиции хит-парада Billboard Top LP & Tape, через четыре недели поднявшись до 11-го места. Совокупно она пробыла в американском чарте 20 недель.

### Синглы
«Sound and Vision» был выпущен в качестве ведущего сингла пластинки 11 февраля 1977 года с инструментальной композицией «A New Career in a New Town» на второй стороне. Он занял 3-е место в UK Singles Chart, став самым популярным синглом Боуи (среди не выпускавшихся и не переиздававшихся) на родине музыканта со времён «Sorrow» (1973). За океаном песня пользовалась гораздо меньшей популярностью, заняв лишь 69-е место в хит-параде Billboard Hot 100 и наметив тенденцию спада интереса публики к музыке артиста до 1983 года. Хотя Боуи никак не продвигал сингл, Пегг отмечает, что он «мгновенно стал завсегдатаем виниловых проигрывателей». Популярность песни была подкреплена использованием её телеканалом BBC для рекламных роликов. Успех сингла в Великобритании привёл руководство лейбла в замешательство. Пользуясь ситуацией, Боуи убедил его выпустить альбом Игги Попа The Idiot — релиз состоялся в марте 1977 года.
В качестве второго сингла была выбрана песня «Be My Wife». Она была выпущена 17 июня 1977 года вместе с инструментальной композицией «Speed of Life». Этот релиз стал первым не попавшим в чарты синглом Боуи со времён его записей, предшествующих альбому Ziggy Stardust (1972). Несмотря на это, для сингла было снято музыкальное видео — первое с 1973 года. В ноябре 1978 года на территории Австралии и Новой Зеландии была выпущена расширенная версия «Breaking Glass». Хронометраж песни был увеличен за счёт добавления повторяющегося куплета. В 2017 году этот сингл был переиздан в составе сборника Re: Call 3, входящего в бокс-сет A New Career in a New Town (1977–1982).

## Отзывы критиков
| Оценки критиков            | Оценки критиков |
| Источник                   | Оценка          |
| -------------------------- | --------------- |
| Billboard                  | без оценки      |
| Cashbox                    | без оценки      |
| Robert Christgau           | (B+)            |
| Circus                     | без оценки      |
| Crawdaddy!                 | без оценки      |
| Hi-Fi News & Record Review | B:2             |
| High Fidelity              | без оценки      |
| Hit Parader                | без оценки      |
| Melody Maker               | без оценки      |
| New Musical Express        | без оценки      |
| Record Mirror              | без оценки      |
| Record World               | без оценки      |
| RPM                        | без оценки      |
| Sounds                     | [ 144 ]         |
| Stereo Review              | без оценки      |

В конце 1970-х альбом разделил критиков на два лагеря, получив практически полярные мнения. Так, Джон Милвард из Rolling Stone отмечал, что «Боуи не хватает самоуверенного юмора, чтобы реализовать свои авангардные амбиции», и счёл вторую сторону альбома слабее первой из-за того, что аккомпанирующая группа «сковывала его и в текстах, и в музыке». Музыкальный критик Дэйв Марш оценил пластинку в две звезды из пяти, не обнаружив на ней ни «глубины мысли», ни «настоящих песен». Он назвал бо́льшую часть второй стороны «такой же блёклой, как какой-нибудь проходной саундтрек». Автор вынес вердикт, назвав запись низшей точкой в дискографии артиста. Рецензент журнала Record Mirror счёл альбом скучным при первом прослушивании, при повторном поймав себя на мысли, что Боуи достиг «рекордно низкого уровня [в своей карьере]», выпустив альбом, в котором отсутствует «подлинное видение», намекая на бессвязную музыку и небольшое количество текста. Чарльз Шаар Мюррей из NME воспринял альбом в ещё более негативном ключе, сравнив его с «душевным состоянием за гранью отчаяния». По мнению критика, запись побуждала слушателя чувствовать себя подавленным и не предлагала никакой помощи взамен: «Это акт чистейшей ненависти и разрушения. Он был выпущен в трудное время и только всё усугубляет». В конце статьи Мюррей задался вопросом: «Кому вообще нужно это дерьмо?».
Публицист из The Village Voice Роберт Кристгау счёл семь «урезанных» песен первой стороны «почти такими же мощными, как „затянутые“ треки Station to Station», однако назвал «саундтреко-подобную музыку» второй — банальной. Критик поменял своё мнение относительно второй стороны альбома после релиза «Heroes», написав, что на его фоне Low «кажется довольно попсовым, прилизанным и выверенным, даже когда речь идёт о фоновом шуме». Кристгау поставил его на 26-е место в «списке старейшины» — личном рейтинге лучших альбомов для опроса Pazz & Jop 1977 года. Критик Los Angeles Times Роберт Хилбёрн счёл первые 12 минут пластинки такими же «потрясающими» и «оправдывающими ожидания», как и Ziggy Stardust, но чувствовал, что остальным 26-ти не хватает мейнстримовой жилки. Робин Денслоу из The Guardian высказывал схожее мнение, назвав Low «наименее коммерческой», но «самой экспериментальной» работой Боуи.
Другие рецензенты высоко оценили запись. Иэн Макдональд из NME назвал Low «потрясающе красивым […] это как мелодии Синатры, сыгранные марсианскими компьютерами». Обозреватель счёл запись концептуальным продолжением Station to Station, заключив, что Low — «ЕДИНСТВЕННЫЙ рок-альбом, который можно считать современным». Публицист журнала Melody Maker назвал пластинку «музыкой сегодняшнего дня», похвалив её за актуальность, несмотря на низкую популярность. Рецензент Billboard охарактеризовал вторую сторону альбома как «авантюрную […] разительно отличающуюся от хард-рока первой», в то время как критик Дэйв Виннитови счёл Low «ужасно интересным». Хотя Джон Рокуэлл из The New York Times назвал лирику «бессмысленной» и описал мелодии как «странные и космические», он нашёл альбом «завораживающе красивым». Тим Лотт из журнала Sounds провозгласил Low лучшей работой Боуи и Ино на тот момент, а также «механической классикой».
Новое музыкальное направление Боуи серьёзно озадачило некоторых музыкальных критиков. Так, вышеупомянутый Джон Рокуэлл выразил мнение, что поклонники артиста вполне могут расценить Low как его лучшую работу, преодолев шок после первого прослушивания. Дэвид Хэнкок из National RockStar был удивлён, когда узнал, что автором пластинки являлся Дэвид Боуи, назвав проект «его самым причудливым и авантюрным LP [в карьере]». Крис Нидс из ZigZag описал лонгплей как странный и шокирующий, при этом отметив, что его можно считать одним из величайших достижений музыканта. В свою очередь публицист Phonograph Record Бад Скоппа посетовал, что в альбом не было заложено хоть сколько-нибудь серьёзного смыслового подтекста. Однако он назвал его «самой интимной и раскрепощённой записью, которую когда-либо делал этот выдающийся артист», и выразил мнение, что слушатели будут либо «сбиты с толку» этим произведением, либо полностью «проникнутся» им.

## Дальнейшие события
Хотя в RCA надеялись, что музыкант отправится в турне в поддержку Low, Боуи решил гастролировать с Игги Попом, продвигая его The Idiot. Боуи был непреклонен в том, чтобы не отвлекать внимание зрителей на себя, стараясь просто находиться за клавишными и не общаться с публикой. Тур начался 1 марта 1977 года и закончился 16 апреля. По окончании гастролей друзья вернулись в студию для записи второго сольного альбома Попа Lust for Life (1977). Боуи оказал гораздо меньшее влияние на эту пластинку, предоставив Попу возможность сочинять свои собственные музыкальные аранжировки, в результате чего её звучание больше напоминало его ранние работы. Запись проходила в Hansa by the Wall (располагавшейся возле Берлинской стены) с мая по июнь. Хотя Боуи сказал интервьюерам, что в 1978 году планирует поработать с Попом над его третьим альбомом, Lust for Life стал последним совместным проектом музыкантов до середины 1980-х.
По завершении Lust for Life Боуи отправился в Париж, чтобы снять видеоклип на песню «Be My Wife». Он связался с Ино, договорившись о сотрудничестве над следующим совместным альбомом, «Heroes», запись которого проходила в студии Hansa by the Wall с июля по август 1977 года. Песни этой пластинки продолжали развивать идеи и наработки Low, но характеризовались как мелодически более позитивные и атмосферные, нежели у её предшественника. Альбомы имеют схожую структуру: на первой стороне представлены более традиционные песни, на второй — инструментальные композиции. Ино сыграл гораздо более существенную роль в создании «Heroes», выступив соавтором четырёх из десяти треков. Несмотря на то, что изначально самым расхваленным альбомом Берлинской трилогии был «Heroes», в последующие десятилетия предпочтения большей части критиков и меломанов сместились в сторону Low как более новаторской записи из-за её смелых экспериментальных идей. В заключительной части трилогии, Lodger (1979), Боуи отказался от использования электронного и эмбиентного стилей, а также от деления материала на две концептуально разные стороны, которое стало одной из определяющих особенностей двух его предыдущих работ, в пользу более традиционной песенной структуры. Впоследствии редакция журнала The Quietus назвала этот альбом предвестником всплеска интереса к жанру этнической музыки.

## Влияние и наследие
«Боуи заимствовал ледяную, эстетскую электронику Kraftwerk и донёс её до сравнительно широкой аудитории... Ни одна нота „Low“ не устарела с момента выхода пластинки. Это не вневременная запись — кажется, что она существует практически независимо от времени. „Low“ — величайшее творческое достижение Боуи. Однако его влияние в полной мере не ощущалась в течение целого поколения — только после выхода альбома „Kid A“ группы Radiohead рок и электроника настолько же удачно соприкоснулись друг с другом в столь зрелой манере».
Спустя десятилетия после своего релиза Low был признан критиками одним из самых новаторских альбомов в истории музыкальной индустрии и считается одной из ключевых пластинок, повлиявших на становление постпанка. Сьюзи Голдринг из BBC Music отмечала: «Без „Low“ не было бы ни Joy Division, ни Human League, ни Cabaret Voltaire, ни, держу пари, Arcade Fire. Наследие „Low“ живёт». Марк Шпиц в своих очерках также ссылался на основополагающее значение альбома для исполнителей этого жанра, называя Joy Division, Magazine, Gang of Four и Wire группами, на которых отразилась «странная антиагрессия „Low“ и бескомпромиссное, почти метафорическое использование синтезированной музыки». Британский публицист Саймон Рейнольдс писал: «Я думаю, что [творчество] Joy Division и других представляло собой реакцию на угнетающую и подавляющую [атмосферу] „Low“. Факт в том, что музыка [альбома], хотя и базирующаяся на гитаре, жёсткая и агрессивная, никогда не переходит в буйство. Это имплозивная агрессия». Биограф Джеймс Пероне выражал мнение, что композиции «What in the World» и «Be My Wife» предвещали панковское/нью-вэйвовое звучание английской группы The Stranglers, особенно их релизов 1977 года Rattus Norvegicus и No More Heroes.
В книге «1000 лучших альбомов всех времён» (1998) Колин Ларкин называет Гэри Ньюмана, Ultravox и Orchestral Manoeuvres in the Dark исполнителями, отмеченными влиянием Low. По мнению Хьюго Уилкена, в альбоме Radiohead Kid A (2000), особенно в треке «Treefingers», также можно услышать отголоски этой пластинки. Уильям Дойл из The Quietus писал, что задолго до релиза Kid A Боуи создал шаблон «альбома-переизобретения» (в контексте предыдущей карьеры) — пример записи, выпущенной на пике популярности артиста, которая сбивала с толку ожидания его поклонников. В свою очередь Бьорн Рэндольф из Stylus Magazine отмечал, что альбом оказал ключевое влияние на жанр построка, подчеркнув, что в 1990-х он приобрёл культовый статус среди музыкантов этого направления. Между тем, Питер Доггетт назвал лонгплей революционным и выдвинул следующую точку зрения: благодаря Station to Station и Low Боуи зарекомендовал себя как артист, которого «невозможно предугадать». По мнению публициста, трудно проанализировать творческий путь Боуи от альбома Hunky Dory до релиза Low, который составил почти пять лет, но отметил, что готовность музыканта рисковать потерей поклонников и репутации даже сейчас выглядит смело. Решающим фактором, повлиявшим на звучание Low, стало сопротивление Ино традиционным рок-структурам и звукам, а также механизированной зацикленности краут-рока. Доггетт заключал: «То, что отличало „Low“ от „The Idiot“, было именно сочетанием самых мрачных и соблазнительных элементов американской и немецкой музыкальных культур: роботизированного, эскапистского, неземного, непосредственного, — всё это передавало состояние эмоционального диссонанса, в котором депрессия могла быть возвышающей, а скука становилась трансцендентной».
Биографы Боуи подчёркивали влияние альбома на творчество Joy Division, с чем соглашались музыканты группы, первоначальным названием которой было «Warsaw», отсылка к одноимённому треку. По мнению Уилкена, Joy Division имитируют «раздвоенный менталитет» Low в своей последней пластинке Closer (1980), треки которой становятся всё более мрачными по мере приближения к её финалу. Барабанщик Joy Division Стивен Моррис рассказал журналу Uncut в 2001 году, что при записи EP An Ideal for Living (1978) группа попросила звукорежиссёра сымитировать звучание ударных из «Speed of Life», «как ни странно, он не смог». Помимо Морриса повторить звук барабанов пытались многие другие музыканты, продюсеры и звукоинженеры. Висконти отказался объяснять, как он добился подобного эффекта, предложив им самим поразмышлять на эту тему. Саунд начали копировать на протяжении оставшейся части 1970-х годов, а к 1980-м годам он был практически в каждой песне из чартов. Сибрук считает, что Боуи косвенно ответственен за «громкий фоновый ритм», присутствующий в песнях от «In the Air Tonight» Фила Коллинза до «Hungry Like the Wolf» Duran Duran. В интервью журналу Musician (1983) артист выразил тревогу по этому поводу: «Этот депрессивный гориллоподобный грохот был тем, что лучше бы вообще не появлялось на свет. Нам пришлось терпеть его на записях других английских групп последние четыре года».
Многие музыканты отмечали влияние альбома на своё творчество. Узнав, что пластинка называется Low (без буквы «e»), английский певец и автор песен Ник Лоу шуточно «отомстил» её создателю, назвав свой мини-альбом 1977 года Bowi (без буквы «e»). По словам Роберта Смита из английской рок-группы The Cure, он часто слушал пластинку Боуи во время записи альбомов Seventeen Seconds (1980) и The Head on the Door (1985). В 1994 году лидер американской индастриал-группы Nine Inch Nails Трент Резнор назвал Low ключевым источником вдохновения для альбома The Downward Spiral (1994), отметив влияние методики «сочинения песен», «настроения» и «структуры» произведения Боуи. В одном из интервью Дэйв Ситек из американской рок-группы TV on the Radio заявил: «Этот конкретный альбом, эта песня „Warszawa“, вот когда я понял, что музыка — это высшая сила, по крайней мере, лично для меня». Боуи сотрудничал с этой группой в 2003 году.
В 1992 году американский композитор и пианист Филип Гласс написал классическую сюиту на основе альбома под названием «Low» Symphony. Это была его первая симфония. Произведения состояло из трёх частей, каждая из которых была основана на отдельных композициях пластинки: «Subterraneans», «Some Are» (невошедшую в оригинальный альбом) и «Warszawa». Симфония была записана Бруклинским филармоническим оркестром в нью-йоркской студии композитора, Looking Glass Studios, и выпущена лейблом Point Music в 1993 году. На обложке пластинки изображены портреты Боуи, Ино и Гласса. Тем самым композитор признавал существенный вклад Ино в создание альбома. Рассуждая об Low, Гласс отмечал: «Они [Боуи и Ино] делали то, что пытались провернуть немногие другие люди, а именно создавали искусство в рамках популярной музыки. Я слушал его не переставая». О своём решении создать симфонию на основе этой пластинки композитор высказался следующим образом: «Что касается оригинального альбома „Low“, созданного Боуи и Ино, я не сомневался, что в нём очевидны и талант, и качество … Моему поколению до смерти надоело, что академики говорят нам, что хорошо, а что нет». Боуи был польщён симфонией и высоко оценил её, как и его биограф Николас Пегг. Впоследствии Гласс выпустил симфонии, основанные на оставшихся частях трилогии «Heroes» Symphony (1997) и «Lodger» Symphony (2019).

### Ретроспективные отзывы
| Оценки критиков               | Оценки критиков |
| Источник                      | Оценка          |
| ----------------------------- | --------------- |
| AllMusic                      | [ 4 ]           |
| Blender                       | [ 192 ]         |
| Chicago Tribune               | [ 193 ]         |
| Encyclopedia of Popular Music | [ 194 ]         |
| The Great Rock Discography    | [ 195 ]         |
| Laut.de                       | [ 196 ]         |
| Melody Maker                  | без оценки      |
| MusicHound                    | <               |
| New Musical Express           | 9/10            |
| Pitchfork                     | 10/10           |
| Rolling Stone                 | [ 67 ]          |
| The Rolling Stone Album Guide | [ 202 ]         |
| Select                        | 4/5             |
| Spin                          | [ 204 ]         |
| Spin Alternative Record Guide | 9/10            |

По прошествии лет музыкальные критики продолжают считать Low одной из лучших работ Боуи. Стивен Томас Эрлевайн из AllMusic писал, что посредством этого альбома артист «подтвердил своё место на переднем крае рок-музыки», заключив, что «запись демонстративно экспериментальна и насыщена деталями, задавая новый курс для авангардного [направления] в рок-н-ролле». Деле Фаделе из NME счёл запись «футуристической пробой пера, которая по-прежнему остаётся актуальной». В 2001 году Роб Шеффилд отметил, что Low несёт в себе ряд лучших произведений музыканта. «Поразительным образом [альбом] сливается в лирическое, галлюцинаторное, красивое целое, музыку перевозбуждённого разума в измученном теле, [написанную в период], когда самый красивый и сексуальный вампир рок-сцены выбирался из-под массивной груды эмоциональных завалов». В заключение Шеффилд отметил вневременность пластинки, назвав её одной из «самых значительных и влиятельных» работ Боуи. Сьюзи Голдринг охарактеризовала альбом «амбициозным» и посчитала, что он свидетельствует о творческом росте артиста, поскольку на момент его выхода ему исполнилось 30 лет. В опросе читателей журнала Rolling Stone в 2013 году Low занял 4-е место среди лучших альбомов музыканта. Редакция издания отметила его недооценённость на момент выпуска и признание шедевром в последующие десятилетия.
Ряд критиков считают Low величайшим творческим достижением Боуи. После смерти музыканта Брайан Ваузенек из Ultimate Classic Rock назвал Low его лучшим альбомом, написав: «это больше, чем песни и звуки. Творческое партнёрство, стоявшее за записью, создало определённый эмоциональный фон, настроение, атмосферу. Как и очень немногие из величайших альбомов в истории, „Low“ содержит вселенную, в которой вы можете жить в течение 40 минут кряду. Это шедевр Боуи». Лора Снейпс из Pitchfork поставила альбому высший балл, заявив, что он демонстрирует успешность нового направления Боуи после периода наркозависимости. Снейпс резюмировала окончание первой стороны словами: «[будто] три волшебника вырывают ковёр-самолёт у вас из под ног, планируя улететь на нём куда-то ещё». Хотя она считала, что инструментальные партии второй стороны кажутся «немного тяжеловесными по сегодняшним меркам», их способность вызывать образы разных миров — «то, на что стоит обратить внимание». Рон Харт отметил, что Low содержит музыку — актуальную для своего времени, а также опережающую его — окутанную «дальновидным мастерством», которое остаётся непревзойдённым и в 2017 году, подытожив: «[он] вынудит вас танцевать, размышлять и плакать все […] 38 минут». Дойл похвалил продакшен пластинки и её способность «в высшей степени эффективно переносить слушателя к определённым образам и мыслям». Он назвал Low альбомом, дарящим эталонное «чувство первооткрывательства, которое не удалось превзойти большинству других записей», добавив, что каждый будет интерпретировать его по-своему.

### Рейтинги
Low регулярно появляется в списках величайших альбомов всех времён. Он занял 35-е и 62-е места в рейтингах «100 лучших альбомов, из когда либо созданных» журналов Sounds (1986) и The Guardian (1997), соответственно. В 1998 году читатели Q отметили его 43-й позицией среди величайших альбомом всех времён. Пластинка заняла 16-ю и 39-ю позиции в списках «100 величайших британских альбомов всех времён» по версии изданий Q и The Observer, соответственно. В 2004 году портал Pitchfork признал его величайшим альбомом 1970-х, в эссе к рейтингу Стивен Томас Эрлевайн описал Low «пластинкоц, которая устремляется в туманное будущее, сохраняя при этом двусмысленность», а также «записью о перерождении, именно поэтому она всё ещё обладает способностью поражать». Журнал Paste поставил его на 34-е место в хит-параде «70-ти лучших альбомов 1970-х», помимо этого, лонгплей фигурировал в схожем неупорядоченном списке журнала Ultimate Classic Rock 2015 года. В 2003 году Low занял 249-е место в рейтинге «500 величайших альбомов всех времён по версии журнала Rolling Stone», десять лет спустя редакция NME поместила его на 14-е место своего аналогичного списка . В свою очередь, музыковед Колин Ларкин отметил лонгплей на 120-м и 47-м местах во втором и третьем изданиях справочника «1000 лучших альбомов всех времён».
Low находится в верхней части рейтингов, ранжирующих студийные альбомы Боуи от лучшего к худшему. В 2013 году Stereogum поместил его на 2-е место (из 25-ти на тот момент). Публицист Майкл Нельсон отметил, что «„Low“ изменил коллективные ожидания любителей серьёзной музыки так, как немногие другие произведения эксцентричного искусства». Три года спустя Брайан Ваузенек из Ultimate Classic Rock поместил Low на 1-е место из 26-ти, назвав его шедевром музыканта. Лонгплей занял 3-ю строчку в рейтинге Дэвида Саклла из Consequence of Sound, который подчеркнул влиятельность пластинки, сохраняющуюся на протяжении следующих десятилетий. Редакция портала Far Out Magazine присудила пластинке 5-е место из 27-ми в аналогичном рейтинге 2021 года, подчеркнув, что в лице Боуи, Висконти и Ино этот «неземной» альбом собрал команду мечты, породив «свой собственный мир». Спустя год Low занял 2-е место среди лучших пластинок музыканта по версии The A.V. Club. Автор списка Стивен Томас Эрлевайн подытожил: «„Low“, по сути, документирует депрессию [Боуи], одновременно прокладывая [ему] путь вперёд. Это изящный трюк, который спустя годы всё ещё кажется удивительным».
Альбом фигурирует в альманахе «1001 альбом, который вы должны услышать, прежде чем умереть» (2018) Роберта Димери. Согласно данным сайта-агрегатора Acclaimed Music, пластинка занимает 6-е место среди самых высокооценённых записей 1977 года, 39-е место среди альбомов 1970-х и 122-е место в общем рейтинге всех альбомов в истории популярной музыки.

### В контексте карьеры Боуи
«Это всё ещё очень органичное, ориентированное на блюз звучание… Настоящая ритм-секция — это не метроном, не электронное звучание, как у немцев».
По мнению Франка Келлетера, Low особо выделяется на фоне предыдущих творений Боуи тем, как на нём исчезновение человеческого субъекта-певца — звезды — намеренно расширяет эстетическую свободу действия других участников записи. Именно в этом аспекте особенно ощущается влияние Ино, его вера в системный импульс творческих процессов. В его альбоме Discreet Music, который произвёл большое впечатление на Боуи, последовательности звуков в значительной степени возникали сами собой, «как реакция замкнутой системы на изменения окружающего мира» под воздействием автора. Взяв пример с Ино времён альбома Another Green World (1975), Дэвид стремился воспринимать студию звукозаписи как активную инстанцию, участвующую в музыкальном процессе. Участникам записи предлагалось увидеть себя частью более масштабной организации творческих сил, в которую наряду с инструментами и аппаратурой входили их собственные интуиция и настроения. Привычка Ино использовать в качестве импульсов кажущиеся недоразумения и ошибки была возведена в отдельную эстетическую программу. Работая над Low, Боуи сделал шаг в сторону эстетического восприятия связанных воедино артикуляции и самодинамического созидания. Это принесло певцу обвинения в плагиате: популярное мнение о том, что он — «ничто без Мика Ронсона, Брайана Ино, Найла Роджерса и т. д.», предполагает рокистское принятие авторства, центрированное на создателе произведения, что не применимо к альбому.
«„Low“ и „Heroes“ — и вся мифология «Боуи в Берлине» в целом — разворачивают особую динамику в дальнейшей карьере музыканта».
По мнению писателя, в 1977 году искусство Боуи стало созидательным. Понимание, что каждое творческое действие происходит в системе взаимных зависимостей, не только помогло артисту избавиться от его диалектики сверхчеловеческого, но и избавило от обращения к Богу. Связь с которым давала поддержку и утешение многим рокерам того времени . Low поднимает вопрос о внешней и внутренней силе вещей — человек не является хозяином вещей, но в то же время они господствуют над ним. Интерес Боуи к творческим процессам — к тому, что могут вещи и как они влияют на действия, а не только к тому, как они сделаны, — объясняет, почему Low существует одновременно и как монумент акустической изоляции, и как результат обширной сети человеческих связей. В 1980-х, начиная с альбома Scary Monsters, артист вновь вернулся к централизированности своей роли в духе альбомов Ziggy Stardust и Station to Station. Боуи вновь затронул тему самоутверждения, с явным вызовом и предварительным исключением предыдущих периодов развития Всё это десятилетие проходило под символом инсценировки «нормальности»: облегчение преодолённых кризисов было видно столь отчётливо, что некоторые вещи вновь начали казаться аномальными. «Складывалось ощущение, что Боуи не разобрался с самим собой до начала 1990-х» — отмечал писатель. Концепция Low повторилась лишь в конце десятилетия с проектом Tin Machine (после периода повышенного внимания СМИ). Боуи, возможно, был первой поп-звездой, демонстративно попытавшейся превратить себя из сольного исполнителя в участника группы, а не наоборот. То, что ему это не удалось, в очередной раз подчёркивает культурно-историческую логику обратной связи творческого процесса в поп-музыке.

## Переиздания
Альбом был впервые издан на CD в середине 1980-х компанией RCA. В 1991 году этот релиз был переиздан лейблом Rykodisc с тремя бонус-треками: ремиксом на «Sound and Vision», а также песнями «Some Are» и «All Saints», которые не вошли в оригинальный альбом (этот дополнительный материал был добавлен в конце второй стороны, чтобы не испортить оригинальный порядок композиций). В Великобритании это переиздание было выпущено фирмой EMI на CD, аудиокассете и виниле, а затем на «золотом» компакт-диске AU20. В сентябре 1991 года оно отметилось на 64-м месте в UK Albums Chart. В 1999 году лейбл EMI ещё раз перевыпустил альбом (без бонусов), главной особенностью этой версии был 24-битный цифровой ремастеринг звука. В 2017 году ремастированная версия альбома была включена в бокс-сет A New Career in a New Town (1977–1982) фирмы Parlophone, который выпускался на компакт-дисках, виниле и в цифровом формате.

## Список композиций
Все тексты написаны Дэвидом Боуи, вся музыка написана им же, за исключением отмеченных песен.
| №                   | Название                          | Музыка                            | Длительность |
| ------------------- | --------------------------------- | --------------------------------- | ------------ |
| 1.                  | «Speed of Life»                   |                                   | 2:46         |
| 2.                  | «Breaking Glass»                  | Боуи, Деннис Дэвис, Джордж Мюррей | 1:51         |
| 3.                  | «What in the World»               |                                   | 2:23         |
| 4.                  | «Sound and Vision»                |                                   | 3:03         |
| 5.                  | «Always Crashing in the Same Car» |                                   | 3:29         |
| 6.                  | «Be My Wife»                      |                                   | 2:55         |
| 7.                  | «A New Career in a New Town»      |                                   | 2:51         |
| Общая длительность: | Общая длительность:               | Общая длительность:               | 19:18        |

| №                   | Название            | Музыка              | Длительность |
| ------------------- | ------------------- | ------------------- | ------------ |
| 1.                  | «Warszawa»          | Боуи, Брайан Ино    | 6:20         |
| 2.                  | «Art Decade»        |                     | 3:43         |
| 3.                  | «Weeping Wall»      |                     | 3:26         |
| 4.                  | «Subterraneans»     |                     | 5:39         |
| Общая длительность: | Общая длительность: | Общая длительность: | 19:08        |

| №  | Название                                          | Музыка           | Длительность |
| -- | ------------------------------------------------- | ---------------- | ------------ |
| 1. | «Some Are» (ранее не издавалась, 1976–1979)       | Боуи, Брайан Ино | 3:24         |
| 2. | «All Saints» (ранее не издавалась, 1976–1979)     |                  | 3:35         |
| 3. | «Sound and Vision» (ремикс Дэвида Ричардса, 1991) |                  | 4:43         |

- Переиздание Rykodisc 1991 года было перевыпущено лейблом EMI на территории Великобритании (CDP 79 7719 2)

## Участники записи
Список составлен на основании аннотаций к альбому и данных биографа Николаса Пегга. Номера треков, указанные в скобках ниже, основаны на нумерации треков переиздания альбома 1991 года на CD.
Музыканты
- Дэвид Боуи: вокал (2-6, 8, 10-11), саксофон (4, 11), гитара (6, 9-11), бас (6), губная гармоника (7), виброфон (9-10), ксилофон (10), перкуссия (9), клавишные: синтезатор фирмы ARP (1, 10-11), чемберлин[англ.]: указан в примечаниях к альбому как «аудиозаписи рога и духовые инструменты» (1), «синтезированные струнные» (1, 4, 9-10), «аудиозаписи виолончели» (5) и «аудиозаписи саксофонной секции» (7), фортепиано (7, 9-11)
- Брайан Ино: клавишные: Minimoog (2, 8-9), ARP (3, 11), EMS Synthi AKS[англ.] (указан как «EMI») (3, 5), фортепиано (7-9, 11), чемберлин (8-9), другие синтезаторы, вокал (4), обработанная эффектами гитара (5), синтезирование (7)
- Карлос Аломар: ритм-гитара (1, 3-7), соло-гитара (1, 2), гитара (11)
- Деннис Дэвис: перкуссия (1-7)
- Джордж Мюррей: бас (1-7, 11)
- Рики Гардинер[англ.]: ритм-гитара (2), соло-гитара (3-7)
- Рой Янг[англ.]: фортепиано (1, 3-7), орга́н Фанфиса[англ.] (3, 5)

Дополнительные музыканты
- Игги Поп: бэк-вокал (3)
- Мэри Хопкин: бэк-вокал (4)
- Эдуард Мэйер: виолончель (9)
- Питер и Пол: фортепиано и ARP (11) (также известные как Дж. Питер Робинсон и Пол Бакмастер, которые работали с Боуи над саундтреком к фильму «Человек, который упал на Землю»)[232]

## Чарты и сертификация
| Чарт (1977)    | Высшая позиция |
| -------------- | -------------- |
| Австралия      | 10             |
| Австрия        | 17             |
| Великобритания | 2              |
| Канада         | 56             |
| Нидерланды     | 6              |
| Новая Зеландия | 12             |
| Норвегия       | 10             |
| США            | 11             |
| Швеция         | 12             |
| Финляндия      | 30             |
| Япония         | 35             |

| Чарт (1991)    | Высшая позиция |
| -------------- | -------------- |
| Великобритания | 64             |

| Чарт (2016) | Высшая позиция |
| ----------- | -------------- |
| Австрия     | 16             |
| Италия      | 52             |
| Франция     | 80             |
| Швейцария   | 40             |

| Чарт (2018)    | Высшая позиция |
| -------------- | -------------- |
| Греция         | 44             |
| Великобритания | 50             |
| Венгрия        | 36             |
| Испания        | 89             |
| Шотландия      | 14             |

| Чарт (1977)    | Позиция |
| -------------- | ------- |
| Австралия      | 70      |
| Великобритания | 40      |
| Нидерланды     | 19      |

| Великобритания                                                   | Золотой | 200,000 |
| Канада                                                           | Золотой | 50,000^ |
| ^ означает, что данные о партиях основаны только на сертификации |         |         |